# Sungai Arang
Sungai Arang is een bestuurslaag in het regentschap Bungo van de provincie Jambi, Indonesië. Sungai Arang telt 3549 inwoners (volkstelling 2010).